# Mycobacterium xenopi
Mycobactérium xenopi  (лат.) — вид медленно растущих микобактерий.
Впервые информация об этой группе бактерий была опубликована в 1957 году, но были признаны патогенными для человека в 1965 г. Отличительной чертой является расположение M. xenopi при микроскопическом исследовании мокроты или другого нативного материала. Микобактерии выглядят, как тонкие палочки, расположенные параллельно друг другу (наподобие частокола). Наиболее постоянный фенотипический признак вида M. xenopi при культуральной диагностике — положительная реакция на арилсульфатазу (60 % штаммов).
Входит в группу близкородственных видов NTBC (англ. Non Mycobacterium tuberculosis complex), способных вызывать микобактериозы. Проявляется чаще всего поражением дыхательной системы человека с вовлечением верхних долей и деструкцией легочной ткани. Выделяется чаще всего из водопроводной воды (даже горячего водоснабжения). В нескольких случаях M. xenopi служили причиной нозокоминальных вспышек. Большинство штаммов чувствительны ко всем противотуберкулезным препаратам.
Согласно таблице Davidson’а роль Mycobacterium xenopi в заболеваемости микобактериозом человека оценивается в 5 баллов по 10-балльной шкале.